# Armenië op het Eurovisiesongfestival 2018

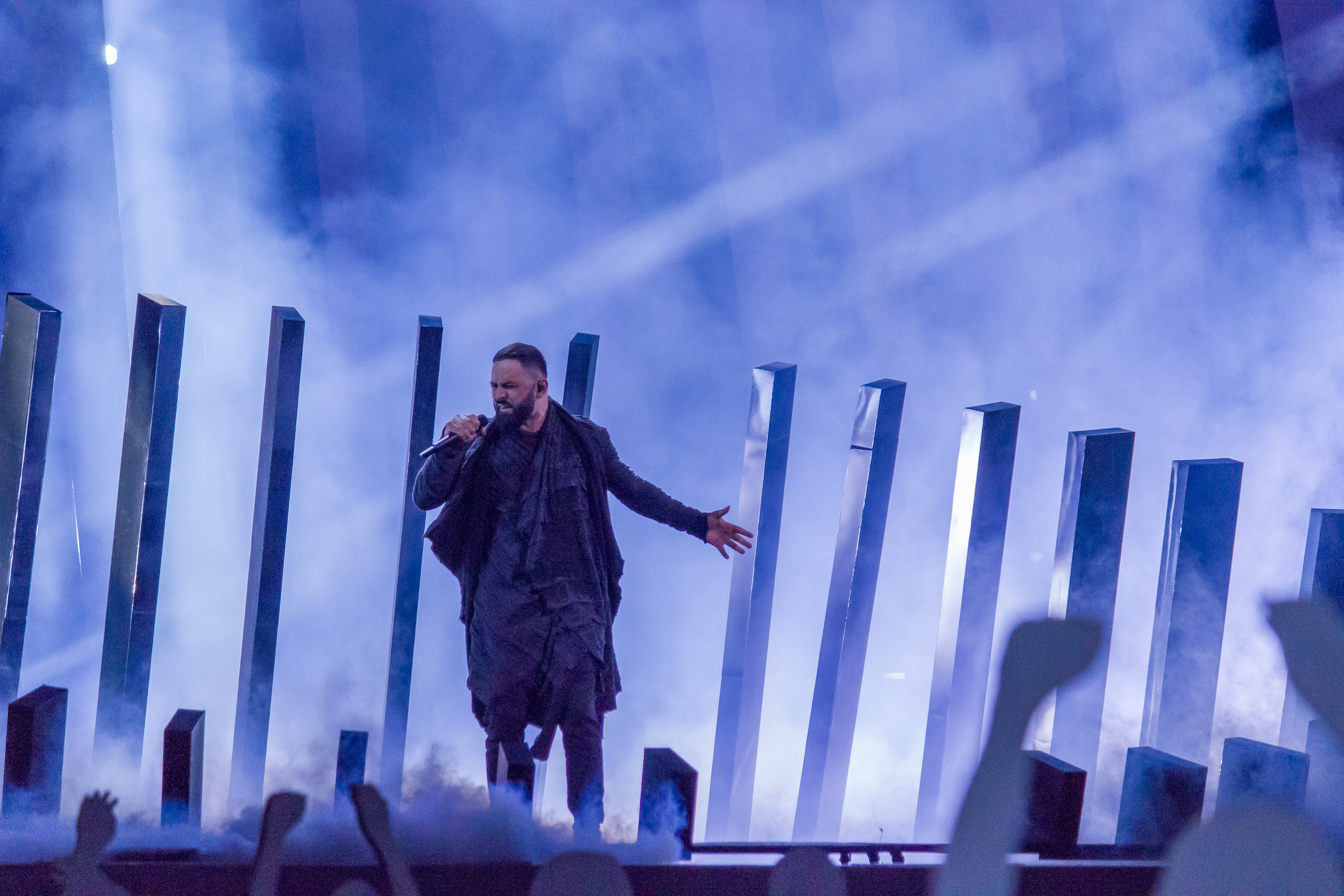
Sevak tijdens de repetities in Lissabon.

Armenië nam deel aan het Eurovisiesongfestival 2018 in Lissabon, Portugal. Het was de 12de deelname van het land op het Eurovisiesongfestival. ARMTV was verantwoordelijk voor de Armeense bijdrage voor de editie van 2018.

## Selectieprocedure
De Armeense openbare omroep bevestigde op 27 oktober 2017 te zullen deelnemen aan de komende editie van het Eurovisiesongfestival. Net als een jaar eerder koos ARMTV ervoor om een nationale preselectie te organiseren. Op 27 december 2017 werd de lijst met deelnemers vrijgegeven. Er werden twee halve finales georganiseerd met telkens tien kandidaten. De punten werden voor de helft door een vakjury en voor de andere helft door het televotende publiek verdeeld. De top vijf plaatste zich voor de finale. Deze werd uiteindelijk gewonnen door Sevak Chanagian met het nummer Qami.

## Depi Evratesil 2018

### Eerste halve finale
19 februari 2018
| Plaats | Artiest            | Lied                      | Jury | Publiek | Totaal |
| ------ | ------------------ | ------------------------- | ---- | ------- | ------ |
| 1      | Nemra              | I'm a liar                | 12   | 10      | 22     |
| 2      | Gevorg Harutiunian | Stand up                  | 6    | 12      | 18     |
| 3      | Robert Koloian     | Get away with us          | 8    | 6       | 14     |
| 4      | Lusine Mardanian   | If you don't walk me home | 10   | 3       | 13     |
| 5      | Mger Armenia       | Forever                   | 4    | 8       | 12     |
| 6      | Tamar Kaprelian    | Poison (ari ari)          | 5    | 5       | 10     |
| 7      | Gata Band          | Shogha                    | 2    | 7       | 9      |
| 8      | Zhanna Davtian     | Unbreakable               | 7    | 2       | 9      |
| 9      | Haik Kasparov      | Enamórame                 | 3    | 4       | 7      |
| 10     | Angel              | Heartbeat                 | 1    | 1       | 2      |

### Tweede halve finale
22 februari 2018
| Plaats | Artiest           | Lied                | Jury | Publiek | Totaal |
| ------ | ----------------- | ------------------- | ---- | ------- | ------ |
| 1      | Sevak Chanagian   | Qami                | 12   | 12      | 24     |
| 2      | Amalija Margarjan | Waiting for the sun | 10   | 8       | 18     |
| 3      | Asmik Shiroian    | You and I           | 8    | 6       | 14     |
| 4      | Mariam Petrosian  | Fade                | 6    | 7       | 13     |
| 5      | Kamil Show        | Puerto Rico         | 1    | 10      | 11     |
| 6      | TyoM              | Follow the ocean    | 3    | 5       | 8      |
| 7      | Maria's Secret    | Escape              | 5    | 3       | 8      |
| 8      | AlternatiV        | Stare at me         | 7    | 1       | 8      |
| 9      | Arman Mesropian   | What you hide       | 2    | 4       | 6      |
| 10     | Suren Poghosyan   | The voice           | 4    | 2       | 6      |

### Finale
25 februari 2018
| Plaats | Artiest            | Lied                      | Jury | Publiek | Totaal |
| ------ | ------------------ | ------------------------- | ---- | ------- | ------ |
| 1      | Sevak Chanagian    | Qami                      | 12   | 12      | 24     |
| 2      | Nemra              | I'm a liar                | 10   | 8       | 18     |
| 3      | Amalija Margarian  | Waiting for the sun       | 8    | 7       | 15     |
| 4      | Kamil Show         | Puerto Rico               | 2    | 10      | 12     |
| 5      | Mariam Petrosian   | Fade                      | 5    | 4       | 9      |
| 6      | Asmik Shiroian     | You and I                 | 6    | 3       | 9      |
| 7      | Gevorg Harutiunian | Stand up                  | 3    | 5       | 8      |
| 8      | Lusine Mardanian   | If you don't walk me home | 7    | 1       | 8      |
| 9      | Mger Armenia       | Forever                   | 1    | 6       | 7      |
| 10     | Robert Koloian     | Get away with us          | 4    | 2       | 6      |

## In Lissabon
Armenië trad aan in de eerste halve finale, op dinsdag 8 mei 2018. Sevak Chanagian was als zestiende van negentien artiesten aan de beurt, net na Saara Aalto uit Finland en gevolgd door Zibbz uit Zwitserland. Armenië wist zich niet te plaatsen voor de finale. Chanagian eindigde op de vijftiende plek in de halve finale, de slechtste prestatie tot dan toe voor Armenië op het Eurovisiesongfestival.
2006 · 2007 · 2008 · 2009 · 2010 · 2011 · 2012 · 2013 · 2014 · 2015 · 2016 · 2017 · 2018 · 2019 · 2020-2021 · 2022 · 2023 · 2024 · 2025
Albanië · Armenië · Australië · Azerbeidzjan · België · Bulgarije · Cyprus · Denemarken · Duitsland · Estland · Finland · Frankrijk · Georgië · Griekenland · Hongarije · Ierland · IJsland · Israël · Italië · Kroatië · Letland · Litouwen · Macedonië · Malta · Moldavië · Montenegro · Nederland · Noorwegen · Oekraïne · Oostenrijk · Polen · Portugal · Roemenië · Rusland · San Marino · Servië · Slovenië · Spanje · Tsjechië · Verenigd Koninkrijk · Wit-Rusland · Zweden · Zwitserland